# Chain-of-responsibility pattern
Il Chain-of-responsibility è un design pattern utilizzato nella programmazione ad oggetti e definito nel famoso libro della Gang of Four.

## Scopo del pattern
Il pattern permette di separare gli oggetti che invocano richieste, dagli oggetti che le gestiscono, dando ad ognuno la possibilità di gestire queste richieste. Viene utilizzato il termine catena perché di fatto la richiesta viene inviata e "segue la catena" di oggetti, passando da uno all'altro, finché non trova quello che la gestisce.

## Applicabilità
Il pattern è comodo quando non conosciamo a priori quale oggetto è in grado di gestire una determinata richiesta, sia perché effettivamente è sconosciuto staticamente o sia perché l'insieme degli oggetti in grado di gestire richieste cambia dinamicamente a runtime.

## Struttura

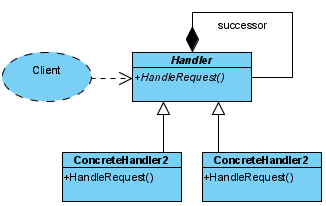
Struttura del pattern Chain-of-responsibility

La struttura del pattern è piuttosto semplice, le componenti principali sono 2:
- Handler, che rappresenta la classe astratta che offre il metodo HandleRequest che sarà il metodo utilizzato dalle componenti per inoltrare richieste all'oggetto contenuto;
- ConcreteHandler, che rappresenta l'effettiva implementazione della gestione degli eventi per un oggetto.

Ogni oggetto facente parte della catena deve implementare il metodo HandleRequest che gestirà il tipo di richiesta ricevuta (se è lui che se ne deve occupare), altrimenti chiamerà lo stesso metodo sull'oggetto contenuto all'interno (ed è per questo che si viene a formare una catena, allo stesso modo del pattern decorator).

## Esempio

### Java
Qui viene presentato un esempio del pattern in Java.
Nell'esempio vi sono differenti ruoli ognuno con un limite massimo per un acquisto e un successore. Ogni volta che una persona (che ha un determinato ruolo) riceve un ordine di acquisto che sorpassa il proprio limite, passa la richiesta al successore nella catena di comando.
Classe astratta PurchasePower con il metodo astratto processRequest.
```
abstract
 
class
 
PurchasePower
 
{

    
protected
 
static
 
final
 
double
 
BASE
 
=
 
500
;

    
protected
 
PurchasePower
 
successor
;

    
abstract
 
protected
 
double
 
getAllowable
();

    
abstract
 
protected
 
String
 
getRole
();

    
public
 
void
 
setSuccessor
(
PurchasePower
 
successor
)
 
{

        
this
.
successor
 
=
 
successor
;

    
}

    
public
 
void
 
processRequest
(
PurchaseRequest
 
request
){

        
if
 
(
request
.
getAmount
()
 
<
 
this
.
getAllowable
())
 
{

            
System
.
out
.
println
(
this
.
getRole
()
 
+
 
" will approve $"
 
+
 
request
.
getAmount
());

        
}
 
else
 
if
 
(
successor
 
!=
 
null
)
 
{

            
successor
.
processRequest
(
request
);

        
}

    
}

}

```

Quattro implementazioni della classe astratta con quattro ruoli: Manager, Director, Vice President, President
```
class
 
ManagerPPower
 
extends
 
PurchasePower
 
{

    

    
protected
 
double
 
getAllowable
(){

        
return
 
BASE
*
10
;

    
}

    
protected
 
String
 
getRole
(){

        
return
 
"Manager"
;

    
}

}

class
 
DirectorPPower
 
extends
 
PurchasePower
 
{

    

    
protected
 
double
 
getAllowable
(){

        
return
 
BASE
*
20
;

    
}

    
protected
 
String
 
getRole
(){

        
return
 
"Director"
;

    
}

}

class
 
VicePresidentPPower
 
extends
 
PurchasePower
 
{

    

    
protected
 
double
 
getAllowable
(){

        
return
 
BASE
*
40
;

    
}

    
protected
 
String
 
getRole
(){

        
return
 
"Vice President"
;

    
}

}

class
 
PresidentPPower
 
extends
 
PurchasePower
 
{

    
protected
 
double
 
getAllowable
(){

        
return
 
BASE
*
60
;

    
}

    
protected
 
String
 
getRole
(){

        
return
 
"President"
;

    
}

}

```

Classe PurchaseRequest che contiene i dati di una richiesta d'acquisto.
```
class
 
PurchaseRequest
 
{

    
private
 
double
 
amount
;

    
private
 
String
 
purpose
;

    
public
 
PurchaseRequest
(
double
 
amount
,
 
String
 
purpose
)
 
{

        
this
.
amount
 
=
 
amount
;

        
this
.
purpose
 
=
 
purpose
;

    
}

    
public
 
double
 
getAmount
()
 
{

        
return
 
amount
;

    
}

    
public
 
void
 
setAmount
(
double
 
amt
)
  
{

        
amount
 
=
 
amt
;

    
}

    
public
 
String
 
getPurpose
()
 
{

        
return
 
purpose
;

    
}

    
public
 
void
 
setPurpose
(
String
 
reason
)
 
{

        
purpose
 
=
 
reason
;

    
}

}

```

Nel seguente esempio la catena delle gerarchie è così definita: Manager → Director → Vice President → President
```
class
 
CheckAuthority
 
{

    
public
 
static
 
void
 
main
(
String
[]
 
args
)
 
{

        
ManagerPPower
 
manager
 
=
 
new
 
ManagerPPower
();

        
DirectorPPower
 
director
 
=
 
new
 
DirectorPPower
();

        
VicePresidentPPower
 
vp
 
=
 
new
 
VicePresidentPPower
();

        
PresidentPPower
 
president
 
=
 
new
 
PresidentPPower
();

        
manager
.
setSuccessor
(
director
);

        
director
.
setSuccessor
(
vp
);

        
vp
.
setSuccessor
(
president
);

        
// Press Ctrl+C to end.

        
try
 
{

            
while
 
(
true
)
 
{

                
System
.
out
.
println
(
"Enter the amount to check who should approve your expenditure."
);

                
System
.
out
.
print
(
">"
);

                
double
 
d
 
=
 
Double
.
parseDouble
(
new
 
BufferedReader
(
new
 
InputStreamReader
(
System
.
in
)).
readLine
());

                
manager
.
processRequest
(
new
 
PurchaseRequest
(
d
,
 
"General"
));

           
}

        
}
 
catch
(
Exception
 
e
)
 
{

            
System
.
exit
(
1
);

        
}

    
}

}

```